# Kō Shimura
Kō Shimura (japanisch 志村 滉 Shimura Kō; * 27. April 1996 in der Präfektur Chiba) ist ein japanischer Fußballspieler.

## Karriere
Shimura erlernte das Fußballspielen in der Schulmannschaft der Funabashi High School. Seinen ersten Vertrag unterschrieb er 2015 bei Júbilo Iwata. Der Verein spielte in der zweithöchsten Liga des Landes, der J2 League. 2015 wurde er mit dem Verein Vizemeister der zweiten Liga und stieg in die erste Liga auf. Im Juni 2018 wurde er an den Zweitligisten Mito HollyHock nach Mito ausgeliehen. Im Juli 2018 kehrte er zu Júbilo Iwata zurück. Am Ende der Saison 2019 stieg der Verein in die zweite Liga ab. Von Dezember 2020 bis Saisonende ging er auf Leihbasis zum FC Tokyo. Im Februar 2021 unterschrieb er einen Vertrag beim Zweitligisten Giravanz Kitakyūshū. Am Ende der Saison 2021 stieg er mit dem Verein aus Kitakyūshū als Tabellenvorletzter in die dritte Liga ab. Im April 2022 wechselte er auf Leihbasis nach Saitama zum Zweitligisten Ōmiya Ardija. Für Ōmiya stand er 26-mal zwischen den Pfosten. Nach der Ausleihe wurde er im Februar 2023 von Ōmiya fest unter Vertrag genommen. Am Ende der Saison 2024 feierte er mit dem Verein die Drittligameisterschaft und den Aufstieg in die zweite Liga.

## Erfolge
Ōmiya Ardija
- Japanischer Drittligameister: 2024